# Ferrari F430 GTC
Chronologie des modèles
Ferrari 360 Modena GTC Ferrari 458 Italia GT2
La Ferrari F430 GTC, également appelée Ferrari F430 GT (pour Gran Turismo Competizione, en français : Grand Tourisme Compétition) est une automobile de compétition développée et fabriquée par Michelotto Automobili et Ferrari pour courir dans les catégories GT2 puis GTE de l'Automobile Club de l'Ouest et de la Fédération internationale de l'automobile. Elle est dérivée de la Ferrari F430, d'où elle tire son nom.

## Aspects techniques
Elle est équipée d'un moteur V8 de type F136 réalésé et préparé pour la compétition,,,.

## Histoire en compétition

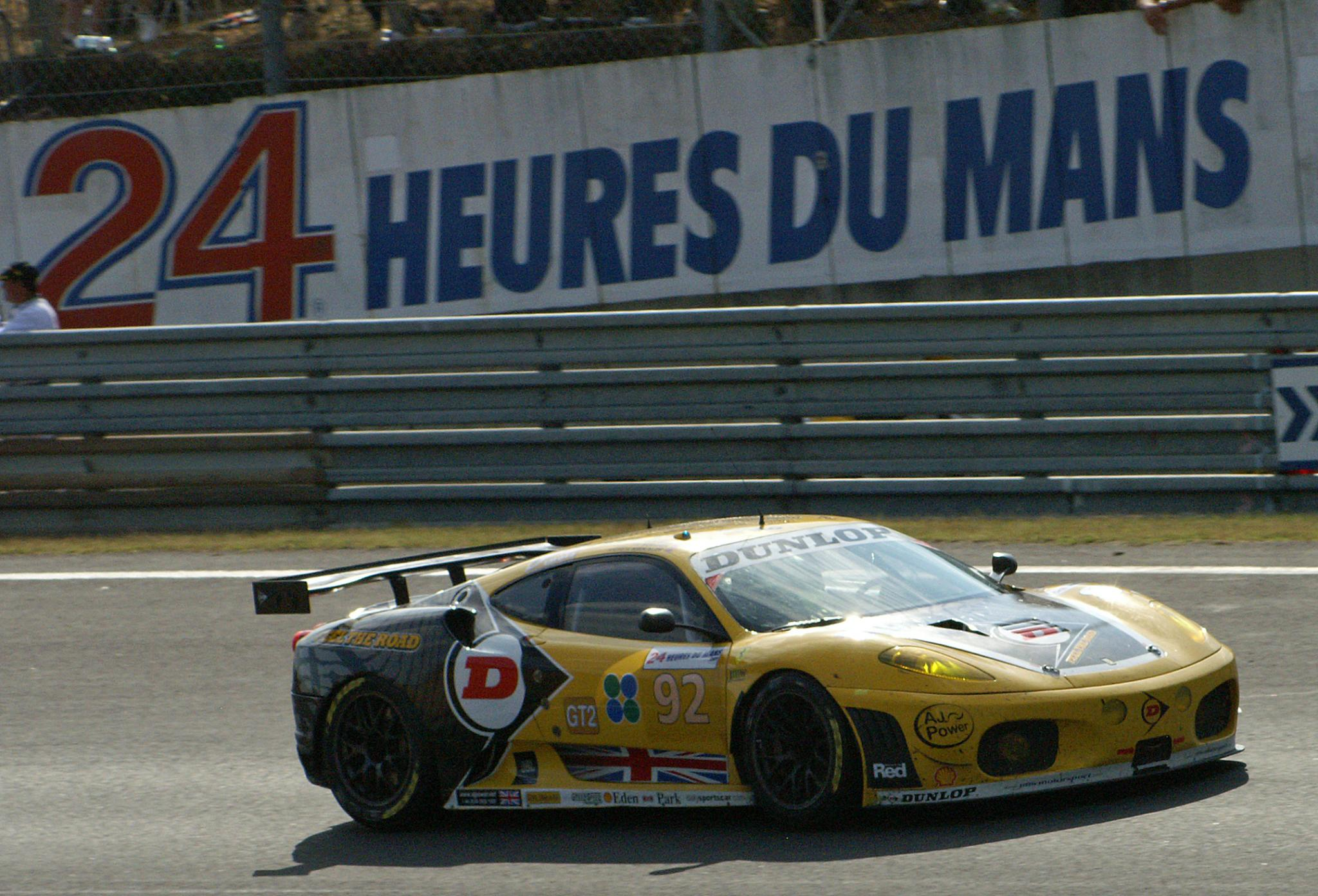
La Ferrari F430 GTC aux 24 Heures du Mans 2009.

En 2006, elle entre pour la première fois en compétition, à l'occasion des 12 Heures de Sebring. Elle se classe onzième du classement général.
La Ferrari F430 GTC remporte le titre constructeur des saisons 2006 et 2007 du championnat FIA GT. En 2007, elle remporte les titres pilote et équipe de l'American Le Mans Series,.
En 2007, l'aérodynamique de la voiture est améliorée. Elle est testée au mois d'octobre sur le circuit du Mugello avec à son volant les pilotes Jaime Melo et Gianmaria Bruni. De plus, les suspensions reçoivent une nouvelle géométrie.

Elle remporte les 24 Heures du Mans en 2008 et 2009.